# Mordovskij rajon
Il Mordovskij rajon (in russo Мордовский район?) è un rajon dell'Oblast' di Tambov, nella Russia europea; il capoluogo è Mordovo. Istituito nel 1928, ricopre una superficie di 1.450 chilometri quadrati e consta di una popolazione di circa 20.000 abitanti.